# Démade
Sauf précision contraire, les dates de cet article sont sous-entendues « avant l'ère commune » (AEC), c'est-à-dire « avant Jésus-Christ ».
Démade (en grec ancien Δημάδης, Démâdès) était un orateur athénien du IVe siècle av. J.-C. (380-318).

## Biographie
Originaire du dème de Péanie, de simple matelot issu d'une famille pauvre, il s'éleva par son éloquence aux premiers emplois de la Démocratie athénienne. Fait prisonnier par Philippe à la bataille de Chéronée en 338, il sut se concilier son estime par sa franchise et obtint sa liberté. Il joua ensuite un rôle-clé dans les négociations qui mèneront au traité de paix entre la Macédoine et Athènes. Il resta depuis toujours attaché à la Macédoine et à la cause de son roi Philippe II contre Olynthe, et fit prévaloir à Athènes les propositions les plus favorables au parti pro-macédonien.
En 335, il fit partie avec Phocion de l'ambassade chargée de rencontrer Alexandre, après l'échec de la révolte des Thébains dans laquelle Athènes s'était compromise. Il fut par ailleurs très proche d'Alexandre le Grand, de qui Démade sauva Démosthène entre autres orateurs athéniens, ceux-ci étant promis à l'exécution après avoir causé la colère d'Alexandre. C'est également à Démade qu'Athènes doit d'avoir été épargnée par Alexandre après la destruction de Thèbes.
Réputé pour son talent et son expérience en tant qu'orateur, Démade était également connu pour sa cupidité. Sa propension à accepter tous les pots-de-vin offerts par le parti de l'opposition le fit condamner à de fortes amendes à plusieurs reprises, tant et si bien qu'il finit par être privé de ses droits civiques (rétabli en 322). On rapporte que quand il apprit la mort d'Alexandre le Grand, il se serait exclamé « S'il était mort, le monde serait plein de l'odeur de son cadavre ». Démade est souvent présenté comme un politicien fourbe. Ce point de vue mérite d'être nuancé.
Il fut envoyé en ambassade auprès du régent de Macédoine Antipatros, qui approchait d'Athènes au cours de la guerre lamiaque, et négocia le traité de capitulation de la cité. Il fit voter la condamnation à mort de Démosthène et de ses partisans, qui avaient fui la cité. En 318, ayant trahi Antipatros pour Perdiccas, il fut mis à mort à Pella par son fils Cassandre, alors qu'il était chargé d'une autre mission pour les Athéniens.
Il ne reste sous son nom qu'un seul discours dans lequel il justifie ses agissements, mais son authenticité reste à démontrer. Cité par Montaigne dans ses Essais.

Le philosophe stoïcien Ariston de Chios rapporte un jugement de Théophraste sur Démade. On lui demandait ce qu’il pensait de Démosthène : « Il est digne de sa ville » répondit Théophraste. « Et Démade ? — Il est au-dessus de sa ville. ». Parvenu sans éducation qui s'est moqué de Démosthène, cynique et effronté, Démade correspond à Eschine de Cothocos ou Eubule entre autres membres du Parti pour la paix.